# Veliki orijent Austrije
Veliki orijent Austrije (njem. Großorient von Österreich), skraćeno GOÖ, je liberalna i adogmatska te mješovita slobodnozidarska velika loža u Austriji. Osnovana je 1985. godine. Suosnivač je CLIPSAS-a.

## Povijest
Inicijativa za osnivanjem ovog velikog orijenta nastaje početkom 1950-ih godina kao posljedica neslaganja dijela članova Velike lože Austrije sa svim principima regularnosti koje je provodila Ujedinjena velika loža Engleske. Oni su već od jeseni 1953. godine počeli samostalno raditi po principima liberalnog i adogmatskog ustroja. Ovo je dovelo do osnivanja Neovisne lože Beč (Unabhängige Freimaurerloge Wien) 24. rujna 1955. godine. Ova loža je s Velikim orijentom Francuske i drugim liberalnim obedijencijama 1961. godine u Strasbourgu utemeljila međunarodnu organizaciju CLIPSAS. Do 1985. godine su osnovane još dvije lože. Tri lože su 26. lipnja 1985. utemeljile Veliki orijent Austrije.
U 2007. godini došlo je do podijele unutar organizacije kada izlaze tri lože kako bi osnovale novu Veliku liberalnu ložu Austrije. Veliki orijent Austrije je unio svijetlo u Veliki orijent Slovenije 2012. godine, kao i u Liberalnu veliku ložu Srbije 2020. godine.

## Organizacija

### Lože
U lipnju 2024. godine ovaj veliki orijent ima devet loža, osam u Beču i jednu u bugarskom glavnom gradu Sofiji:
- Loža "Ušće" (Loge Confluences), Beč
- Loža "Euklid" (Loge Euklid), Beč – nosi naziv po starogrčkom matematičaru Euklidu.
- Loža "Metamorfoze" (Loge Metamorphoses), Beč
- Loža "Orfej Sofija" (Loge Orpheus Sophia; bug. Ложа "Орфей София"), Sofija – nosi naziv po Orfeju, zastupniku umjetnosti u grčkoj mitologiji.
- Loža "Feb Apolon" (Loge Phoibos Apollon), Beč – nosi naziv po Apolonu, bogu ljepote u grčkoj mitologiji.
- Loža "Mudrost srca" (Loge Sapientia Cordis), Beč
- Loža "Salomonov hram" (Loge Tempel Salomos), Beč – nosi naziv po Salomonovom hramu u Jeruzalemu.
- Loža "Tri ogledala" (Loge Zu den 3 Spiegeln), Beč
- Loža "Kraljevska umjetnost" (Loge Zur königlichen Kunst), Beč

### Uprava
Velikim orijentom Austrije  upravlja veliki majstor koji se bira na trogodišnje razdoblje. Dosadašnji veliki majstori su:
- Gabriele Eder (oko 2017./2018.)
- Albert Fürth (oko 2025.)[4]

### Međunarodna suradnja
Veliki orijent Austrije je član nekoliko međunarodnih saveza:
- CLIPSAS (1961.; suosnivač),
- Alijansa masona Europe (2012.; suosnivač),
- Adogmatska udruga srednje i istočne Europe.

### Obredi
Veliki orijent Austrije upravlja simboličkim stupnjevima plave lože (učenik, pomoćnik i majstor) i delegira upravljanje visokim stupnjevima na dodatna tijela i redove. Obredi koji se rade u plavoj loži su:
- Schröderov obred
- Škotski obred (samo prva tri stupnja)
- Francuski obred (samo prva tri stupnja)

## Pridružena tijela i redovi
Upravljanje visokim stupnjevima ova velika loža provodi kroz pridružena tijela i redove od kojih svaki predstavlja jedan obred a na temelju potpisanih konkordata.
- Veliki kolegij Drevnog i prihvaćenog škotskog obreda Austrije (njem. Großkollegium des Alten und Angenommenen Schottischen Ritus von Österreich, GKSRA) – nadležno za rad Drevnog i prihvaćenog škotskog obreda.

### Škotski red
Veliki kolegij Austrije je formiran 2005. godine u Beču uz brazilsku potporu, a od 2012. godine radi samostalno. Pored Austrije djeluje u Bugarskoj i Sloveniji. U Sloveniji ima jednu ložu savršenstva, "Addytum Lucis", zajedničku ložu s Velikim orijentom Slovenije.

## Vanjske poveznice
- Službena stranica